# 内蒙古自治区人民检察院
内蒙古自治区人民检察院是内蒙古自治区的检察机关，现任检察长为李永君。